# Shoeburyness
Shoeburyness is een plaats in het bestuurlijke gebied Southend-on-Sea, in het Engelse graafschap Essex. De plaats telt 19.991 inwoners.